# Tangasauridae
De Tangasauridae zijn een familie van uitgestorven diapsiden. Er zijn exemplaren gevonden die van het Laat-Perm tot het Vroeg-Trias zijn en afkomstig zijn uit de Sakamena-groep in het westen van Madagaskar. Ze leefden naast andere taxa die aanwezig waren uit de Sakamena-groep, waaronder temnospondylen, rhynchosauriërs en gomphodonte eucynodonten. Er zijn fossielen gevonden van talrijke exemplaren van gewone leden van deze familie, zoals Hovasaurus, in verschillende stadia van ontogene ontwikkeling. Recent materiaal uit de Midden-Sakamena-formatie van het Morondava-bekken van Madagaskar dat dateert uit het Vroeg-Trias suggereert dat de Tangasauridae relatief onaangetast bleven door de Perm-Trias-extinctie.
In 1924 benoemde Sidney H. Haughton een familie Tangasauridae.

## Beschrijving en fylogenie
Van tangasauriden is bekend dat ze een sterk afgeleide groep diapsiden zijn. De onderfamilie Kenyasaurinae bestaat uit taxa die volledig landbewonend waren. Ze hadden lange tenen en een sterk ontwikkeld borstbeen waardoor ze zeer geschikt waren voor het leven op het land. Aan de andere kant bestaat de andere onderfamilie Tangasaurinae uit taxa die zijn aangepast aan het waterleven. Ze hadden zwemvliezen en zijdelings samengedrukte staarten waardoor ze in de op dat moment aanwezige zoetwater-lacustriene omgeving konden zwemmen. Vanwege hun sterk afgeleide aquatische kenmerken en hun voorkomen in de tijd, is gesuggereerd dat de tangasauriden een directe voorouder waren van de superorde Sauropterygia, die veel sterk afgeleide mariene aquatische reptielen omvat, zoals placodonten, nothosauriërs en plesiosauriërs.

## Classificatie
Ondanks de controverse over de definitie van de orde Eosuchia (waartoe de Tangasauridae worden geacht te hebben behoord) en over welke taxa geacht moeten worden daaronder te vallen, is de positie van de tangasauriden als onderdeel van deze groep zelden betwijfeld. Er is een alternatieve orde voorgesteld om de problemen rond Eosuchia op te lossen: de Younginiformes. Omdat hun quadratojugale en jukbeenderen samenkomen om een boog in de schedel te vormen, zoals een kenmerk is van veel basale diapsiden, zouden tangasauriërs worden opgenomen in Younginiformes. Dit begrip is echter zelf zeer omstreden.
De Tangasauridae is verdeeld in twee subfamilies, zoals hieronder weergegeven:
- Familie Tangasauridae
  - Subfamilie Kenyasaurinae
    - Kenyasaurus

  - Subfamilie Tangasaurinae
    - Acerosodontosaurus
    - Hovasaurus
    - Tangasaurus